# Crisanto Del Cioppo
Crisanto Del Cioppo (Busso, 6 febbraio 1830 – Firenze, 21 febbraio 1915) è stato un compositore e direttore d'orchestra italiano. Ha scritto molte opere di diverso genere: predominano le marce militari, i pasodoble, i canti per scolari, le composizioni per orchestra e per pianoforte, un tratto di armonia.

## Biografia
Crisanto Del Cioppo mostra fin da subito un talento per la musica. A diciassette anni, nel 1847, termina gli studi nel Conservatorio di San Pietro a Majella di Napoli, diplomandosi in composizione, armonia e contrappunto. Nel 1848 si trasferisce nel comune di Bomba dove organizza e dirige la prima banda musicale del paese. Dirige inoltre le bande di Casalanguida, Gessopalena, Agnone, Frosolone, Pescara, Ariano di Puglia, Terranova di Sicilia e la Filarmonica dell'Orfanotrofio di Catanzaro.
Nel 1860, in più occasioni, ad Agnone, a Borrello, a Casalanguida e in altri luoghi, per aver solo accennato di suonare l'Inno di Garibaldi, corre rischi per la propria incolumità, ma viene sempre salvato dai suoi sostenitori.
Successivamente, nel 1882 si trasferisce a Mendoza, in Argentina, dove assume l'incarico di direttore della Banda musicale del 12º Reggimento Fanteria. Alcuni anni dopo si sposta a Buenos Aires dove insegna presso il conservatorio locale. Nel 1886, in qualità di organizzatore delle bande musicali dell'esercito argentino, fu inviato dal Console Imperiale di Russia a strumentare per Banda e Orchestra l'Inno Nazionale Argentino, per una futura esecuzione presso la Corte di San Pietroburgo. Nel 1905 torna definitivamente in Italia, a Firenze, dove muore 10 anni dopo.
Il Comune di Bomba gli ha dedicato un piazzale nel borgo antico.